# دوچرخه‌سواری در المپیک تابستانی ۱۸۹۶
دوچرخه‌سواری در بازی‌های المپیک تابستانی ۱۸۹۶ نام رویداد ورزش دوچرخه‌سواری در بازی‌های المپیک تابستانی بود که در سال ۱۸۹۶ برگزار شد. این مسابقات در ۸، ۱۱، ۱۲، ۱۳ آوریل ۱۸۹۶ برگزار شد. این مسابقات از شش بخش تشکیل شده بود که ۱۹ ورزشکار از ۵ کشور به رقابت با یک دیگر پرداختند و در آخر کشو فرانسه با کسب 6 مدال،متشکل از 4مدال طلا،1مدال نقره و 1مدال برنز مقتدرانه قهرمان شد.

## نتایج

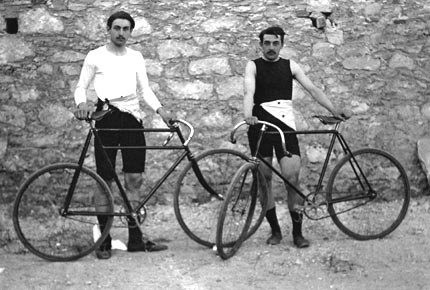
لئون فلامنگ و پل ماسون

| رویداد      | طلا                            | نقره                         | برنز              |
| جاده        | آریستیدیس کونستانتینیدیس (GRE) | آگوست فن گودریش (GER)        | ادوارد باتل (GBR) |
| اسپرینت     | پل ماسون (FRA)                 | استاماتیوس نیکولوپولوس (GRE) | لئون فلامنگ (FRA) |
| تایم تریل   | پل ماسون (FRA)                 | استاماتیوس نیکولوپولوس (GRE) | آدولف شمال (AUT)  |
| ۱۰ کیلومتر  | پل ماسون (FRA)                 | لئون فلامنگ (FRA)            | آدولف شمال (AUT)  |
| ۱۰۰ کیلومتر | لئون فلامنگ (FRA)              | گئورگیوس کولتیس (GRE)        | داده نشد          |
| ۱۲ ساعت     | آدولف شمال (AUT)               | فردریک کیپینگ (GBR)          | داده نشد          |

## جدول مدال‌ها
| رتبه | کشور           | طلا | نقره | برنز | مجموع |
| ۱    | فرانسه         | ۴   | ۱    | ۱    | ۶     |
| ۲    | یونان          | ۱   | ۳    | ۰    | ۴     |
| ۳    | اتریش          | ۱   | ۰    | ۲    | ۳     |
| ۴    | بریتانیای کبیر | ۰   | ۱    | ۱    | ۲     |
| ۵    | آلمان          | ۰   | ۱    | ۰    | ۱     |

## کشورهای شرکت کننده
در این مسابقات ۱۹ ورزشکار از ۵ کشور به رقابت با یک دیگر پرداختند.
- اتریش (۱)
- فرانسه (۲)
- آلمان (۵)
- بریتانیای کبیر (۲)
- یونان (۹)